# Cixius nordica
Cixius nordica är en insektsart som beskrevs av Mitjaev 1990. Cixius nordica ingår i släktet Cixius och familjen kilstritar. Inga underarter finns listade i Catalogue of Life.